# 米特里達梯一世 (科馬基尼)
米特里達梯一世（希臘語ο ΜιΘριδάτης Кαλλίνικος ；公元前109年－前70年在位），科馬基尼王國第三任國王，是薩姆斯二世之王子及繼承人。
在公元前109年繼承王位之前，米特里達梯與敘利亞的希臘公主勞迪絲七世（Laodice VII Thea）結婚，作為和平結盟的手段。勞迪絲的父親正是塞琉古王朝國王安條克八世。米特里達梯欣然接受希臘文化。勞廸斯為他生下一個王子，就是後來的 安條克一世（約公元前86年－前38年）。
米特里達梯卒於公元前70年，其王位由安條克繼承。

## 外部連結
- Encyclopaedia Iranica - Commagene （页面存档备份，存于）（英文）

| 前任： 薩姆斯二世 | 科馬基尼王國 前109年－前70年 | 繼任： 安條克一世 |